# Marmosa tyleriana
Marmosa tyleriana é uma espécie de marsupial pertencente à família dos didelfiídeos (Didelphidae), endêmica da região do Monte Roraima.